# C-System
C-System, también llamado CS o C9, es un sistema de juego genérico para juegos de rol gratuito, de edición española y con licencia Creative Commons Attribution-Share Alike 2.5 Generic.

## Descripción general
Según sus creadores, C-System es un conglomerado, calcado, calculado y concienzudo sistema de reglas para juegos de rol. Este sistema se caracteriza por dar una gran cantidad de reglas y material que abarcan varios géneros del rol, pretendiendo ser válido para cualquier clase de juego.
Otra característica de este conjunto de reglas es el rápido crecimiento que ha experimentado, alcanzando en 2008 el segundo puesto en lo que a número de publicaciones se refiere, y adaptaciones realizadas por algunos aficionados.

## Reglamentos y suplementos
El reglamento de CS se divide en tres manuales, aparte de los documentos específicos para cada juego.
El manual básico, de 58 páginas, es el reglamento de C-System. Contenido:
- Reglas de creación de personajes para cualquier tipo de ambientación.
- Mecánica de juego y resolución de acciones.
- Reglas básicas para vehículos y máquinas.
- Reglas unificadas para la creación de trasfondos y características especiales.
- Reglas unificadas para la magia, poderes y cualquier atributo sobrenatural.
- Ejemplos de personajes y trasfondos.

El manual avanzado es un compendio con reglas expandidas y opcionales del reglamento. Contenido:
- Reglas para la edición de personalidades.
- Reglas avanzadas de daño y salud.
- Reglas para combates masivos.
- Reglas opcionales para mechas y vehículos.
- Reglas para Netruners e incursiones informáticas.
- Reglas extras para la experiencia.
- Tablas de encuentros.
- Reglas para jugar sin dados.
- Reglas para adaptar las partidas a otros sistemas de tiradas.

El compendio de trasfondos alberga cientos de ejemplos y material ya creado para ahorrar trabajo en el desarrollo de juegos de rol. Contenido:
- Listas de ventajas y desventajas.
- Trasfondos para crear nuevas razas y monstruos.
- Compendio de superpoderes.
- Listas de armamento y equipo.
- Compendio de objetos mágicos
- Compendio de mejoras cibernéticas.
- Compendio de programas informáticos.
- Trasfondos para crear vehículos.
- Grimorio de magia con 900 conjuros para juegos de fantasía y brujería.
- Ejemplos de creación de criaturas y superhéroes.

## Ambientaciones y juegos completos
Existen varios juegos y suplementos para este sistema. Muchos de los juegos son creaciones originales, otros son adaptaciones libres de obras famosas, pero todos tienen en común que son creaciones por fanes, libres y gratuitas.

- Alien Vs Predathor. Juego de acción futurista, en el que se introducen las criaturas de las sagas cinematográficas Alien y Depredador.

*Berserk JDR. Juego basado en la popular serie y manga japonesa Berserk.
*Berserk. Juego basado en el popular serie de animación.
*Bestiario. Compendio con 150 criaturas mitológicas.
*Bio Shock. Juego basado en el popular videojuego.
- Creando ambientaciones. Consejos y pautas de como crear un juego de rol original.

*Crónicas Necrománticas. Basado en las obras Necroscope de Brian Lumley. Ambientado en la Guerra Fría, enfrenta agentes secretos con seres sobrenaturales.
*Crónicas Nocturnas. Se trata de la unión, en un solo manual, de los juegos Sombras en la noche, Crónicas Necrománticas e Immortal Zombie.
- CyberShock. Juego futurista donde la humanidad ha sido condenada al exilio por culpa de una invasión de parásitos alienígenas.
- Death Racer. Juego donde se simulan competiciones deportivas y carreras mortales.
- Dragon Ball RPG. Juego basado en el popular serie de animación.
- ESDLA: El Reino Dorado. Ucronía basada en el universo del Señor de los Anillos, donde los elfos se han hecho con el poder del Anillo Único.
- Estudiantes locos. Juego, con un claro componente humorístico, donde los jugadores van como estudiantes de instituto.
- Hyborea. Juego ambientado en la mítica época de Conan de Cimmeria, creada por Robert E. Howard.
- Immortal Zombie. Juego, muy enfocado al humor y a la parodia, donde los jugadores encarnan muertos vivientes descerebrados.
- Kaiju & Mechs. Juego inspirado en las batallas entre robots y monstruos gigantes.
- Mass Effect. Juego basado en el popular videojuego.
- Masters del Universo. Juego basado en el popular serie de animación.
- Movimientos en tablero. Un conjunto de reglas para jugar con tablero.
- One Piece. Juego basado en el popular serie de animación.
- Organizaciones secretas. Reglas para poder crear sectas y clubs sectarios.
- Santos de Atenea. Un juego donde los artefactos mitológicos y las luchas fantásticas están muy presentes. Tiene claras influencias de series japonesas como Saint Seiya y Sailor Moon.
- Shonen!. Se trata de la unión, en un solo manual, de los juegos Estudiantes Locos, Kaijus & Mechs, Tameshi Yaban y Santos de Atenea.
- Sombras en la noche. Juego inspirado en series como Buffy Cazavampiros o Embrujadas. Básicamente, un juego de acción que mezcla el mundo actual con criaturas malignas.
- Star Craft. Juego basado en el popular videojuego.
- Tameshi Yaban. Juego de artes marciales, muy en la línea de los videojuegos y cómics de lucha.
- Tarlus, un mundo diferente. Un juego de épica fantástica, ambientada en un mundo ficticio llamado Tarlus.
- The Furious. Un atípico juego sobre superhéroes, donde los héroes no son todo lo bueno que el cine y los cómics dicen que son.
- Wizards. Juego ambientado en el mundo real, donde la magia y los dioses conviven con los seres humanos.
- Zelda CS. Juego basado en el popular videojuego.
- Zombie Hunter: Holocausto en Mundo Muerto. Citando a los autores: "Juego psicodélico y cachondo donde los jugadores interpretan a los "elegidos", personajes que viajan a un mundo post-apocalíptico llenos de zombis, demonios y moteros ninjas y no saben cómo volver. Una ambientación donde las animadoras luchan con katanas y los curas imparten justicia divina con motosierras". Se trata de un juego de acción desenfrenada y heroica, con claras influencias de la saga Evil Dead, de Sam Raimi.